# Idrogenodifluoruro

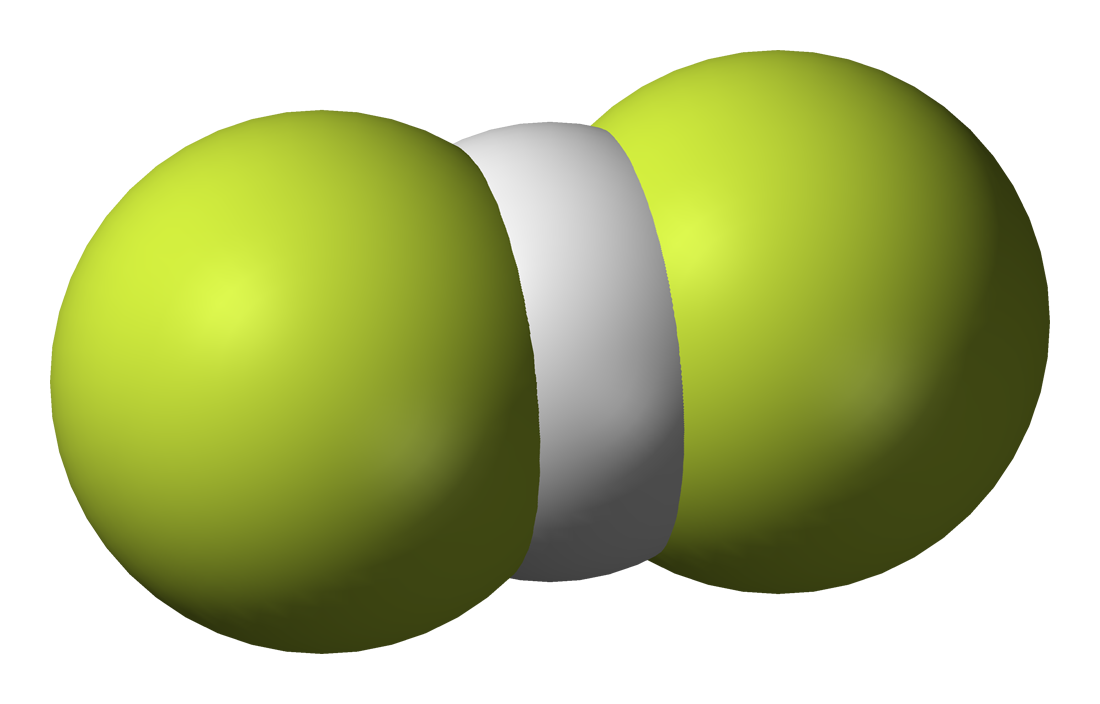
Modello di struttura space-filling per l'anione idrogenodifluoruro.

Lo ione idrogenodifluoruro, rappresentato come [HF2]-, può essere considerato il risultato dell'unione di una molecola di acido fluoridrico HF con uno ione fluoruro F- legato tramite legame idrogeno. Evidenziando tale legame, si usa la notazione [F-H···F]-. Il particolare legame idrogeno implicato è molto forte, il fluoro è un atomo piccolo ed estremamente elettronegativo, e possiede un elevato carattere covalente con i due legami F-H che hanno medesima distanza di 114 pm.
Alcuni idrogenodifluoruri sono dei sali stabili e abbastanza comuni, tra i quali spiccano l'idrogenodifluoruro di potassio KHF2, l'idrogenodifluoruro di sodio NaHF2 e l'idrogenodifluoruro di ammonio [NH4][HF2].
Gli idrogenodifluoruri (comunemente detti bifluoruri) vengono considerati come dei vettori di acido fluoridrico, infatti quando vengono riscaldati (150-400 °C) tendono a liberare HF secondo la reazione di equilibrio:
NaHF2 ⇌ NaF + HF
Questi composti possono essere considerati come il prodotto di una reazione acido-base tra l'acido fluoridrico dimero, molecola che si forma in fase gassosa a seguito dell'instaurarsi dei legami idrogeno tra due molecole di HF, e una base. Ad esempio, nel caso di KHF2:
KOH + H2F2 → KHF2 + H2O

## Autodissociazione dell'acido fluoridrico
L'acido fluoridrico puro in fase gassosa subisce, in un processo simile all'autoionizzazione dell'acqua, la seguente autodissociazione:
{\displaystyle {\ce {3 HF <=> [H2F]+ + [HF2]-}}}
che in pratica consiste nella formazione degli ioni H+ e F- ciascuno solvatato da una molecola di HF.